# 理光2A03
理光2A03（Ricoh 2A03、RP2A03，NTSC版）和理光2A07（Ricoh 2A07、RP2A07，PAL版）是理光生产的8位元微处理器，用于任天堂电子游戏机红白机。其为MOS Technology 6502核心的第二供貨源，除去了6502的二-十进制编码模式，但加入22个存储器映射输入输出暂存器，控制APU、初级DMA和游戏控制器轮询。其还用为任天堂街机游戏《拳无虚发》和《大金刚3》的音频芯片及副CPU。